# Affaire Yves Grosjean
Pour les articles homonymes, voir Grosjean.
Pour un article plus général, voir Abus sexuels sur mineurs dans l'Église catholique en France.
Le texte peut changer fréquemment, n’est peut-être pas à jour et peut manquer de recul. 
Le titre et la description de l'acte concerné reposent sur la qualification juridique retenue lors de la rédaction de l'article et peuvent évoluer en même temps que celle-ci.
L'affaire Yves Grosjean est une affaire judiciaire mettant en cause un prêtre de l'archidiocèse de Dijon, Yves Grosjean, accusé en 2024 d'agressions sexuelles sur quatre mineurs, dont l'un était âgé de 12 ans en 2010.
Un collectif constitué après la mise en examen du prêtre et son incarcération en mai 2025 dit avoir recueilli les témoignages de quinze autres victimes présumées, toutes mineures dans les années 2000 et 2010 au moment des faits allégués.

## Historique
Yves Grosjean, né le 7 décembre 1956 à Nancy, est ordonné prêtre en 1993. De 2001 à 2013 il exerce dans la paroisse de Sombernon en Côte-d'Or. En 2007, il devient aumônier diocésain du Mouvement eucharistique des jeunes (MEJ). Il est nommé en 2013 curé des paroisses de Bligny-sur-Ouche et Arnay-le-Duc. Il effectue deux séjours en République démocratique du Congo, le premier en 2014,. 
Le prêtre est apprécié par les jeunes des paroisses où il a exercé. Il organise des soirées cinéma au presbytère, des déplacements dans des parcs d'attraction, leur distribue des cigarettes et les laisse utiliser son téléphone et son ordinateur. Après un signalement en 2016 à l'évêque, Roland Minnerath, il fait l'objet d'une enquête préliminaire qui est classée sans suite pour prescription,.
En juin 2016, le prêtre quitte soudainement sa paroisse sans explications. Son départ pour « une année de formation » est annoncé dix jours plus tard sur le site du diocèse de Dijon,,. Il est accueilli en 2017 comme prêtre Fidei Donum dans l'archidiocèse de Rabat au Maroc où il exerce des responsabilités auprès de jeunes, notamment comme aumônier scout. À la demande de l'archevêque de Rabat, il revient en France en 2024 « pour une période d’un an afin de pouvoir bénéficier d’un suivi psychologique ». Les causes de son départ auraient été, selon les déclarations d'Yves Grosjean, des relations « problématiques » avec de jeunes garçons pour lesquelles il aurait fait l'objet au Maroc d'une enquête de police.
Il est affecté en septembre 2024 comme prêtre coopérateur à l'église Saint-Pierre de Dijon,, proche de l'école Saint-Pierre dont il est l'aumônier. Interrogé en juillet 2025 par le quotidien La Croix, le prêtre chargé de veiller à l'application des restrictions tenues secrètes touchant Yves Grosjean, son ami depuis 30 ans, fait valoir que « Saint-Pierre est une école primaire [et que] le problème des relations ne s’est posé qu’avec des adolescents ».

## Plainte en novembre 2024
En octobre 2024, le prêtre envoie un SMS à sa victime présumée qu'il avait connue à Sombernon, Jean Jedrysek, pour prendre de ses nouvelles. Ce message inattendu provoque chez le jeune homme, âgé de 27 ans, le retour d'un souvenir remontant à ses 12 ans, en 2010, quand Yves Grosjean l'avait emmené au Futuroscope. Seul avec le prêtre, qui lui caresse la cuisse lors du voyage, il est contraint de dormir avec lui dans une chambre d'hôtel. Yves Grosjean reconnaît, dans l'échange de messages qui suit, lui avoir « caressé le corps ». 
Quelques jours après ces aveux, Jean Jedrysek dépose une plainte à la gendarmerie de Sombernon. L'archevêque de Dijon, Antoine Hérouard, reçoit par l'intermédiaire de la Conférence des évêques de France une lettre de Jean Jedrysek qui l'amène à prendre des mesures conservatoires en interdisant au prêtre le 21 novembre toute activité auprès de mineurs,, et tout contact avec les paroisses où il a été en fonction, interdiction qu'Yves Grosjean n'aurait pas respectée en se rendant à Arnay-le-Duc en avril 2025. 
Une enquête est ouverte au cours de laquelle apparaissent des faits nouveaux, concernant une autre personne, qui sont classés sans suite pour cause de prescription. Yves Grosjean est mis en examen le 30 mai 2025 pour « agressions sexuelles sur mineurs de 15 ans par personne ayant autorité » et placé en détention préventive à Bourges dans le Cher. Antoine Hérouard révèle l'information dans un communiqué paru le lendemain. 

## De nombreuses victimes présumées
L’audience du 11 juin 2025 à la chambre de l’instruction de la cour d’appel de Dijon révèle qu'Yves Grosjean a avoué lors de sa garde à vue avoir agressé trois autres mineurs et eu des « relations consenties » avec deux adolescents. Le prêtre évoque également « une relation proche, mais sans rapports sexuels, avec un jeune Marocain qui a profité de [s]a confiance pour voler de l’argent appartenant au diocèse » qui serait la cause de son départ en 2024 du diocèse de Rabat. Il reconnaît avoir « une attirance pour les jeunes garçons dans l’après-puberté » et affirme avoir été lui-même agressé dans sa jeunesse par son frère aîné. Sa demande de remise en liberté est rejetée. 
Un collectif qui s'est constitué le 30 mai, la « Parole accueillie », dit avoir reçu 15 plaintes ayant pour auteurs de jeunes hommes, âgés de 25 à 40 ans, ayant côtoyé Yves Grosjean dans les années 2000 et 2010, tous mineurs au moment des faits présumés. Le collectif a demandé à Antoine Hérouard de lui transmettre les coordonnées des anciens confirmands d'Yves Grosjean et les archives du diocèse le concernant, ce que l'archevêque a refusé,. 
L'affaire suscite l'incompréhension et un sentiment de trahison parmi les familles du diocèse de Dijon, qui n'ont pas été mises au courant des accusations pesant sur Yves Grosjean jusqu'à sa mise en examen,. 

## Note et références

### Note
1. ↑  Dans son communiqué, l'archevêque dit qu'en novembre 2024, dès qu'il a été mis au courant de la plainte de Jean Jedrysek contre Yves Grosjean, « des mesures conservatoires à son égard ont été prises tout de suite (canon 1722) : interdiction de tout ministère auprès de mineurs y compris la catéchèse, interdiction de confesser des mineurs, interdiction de se rendre dans ses anciennes paroisses de Sombernon, Bligny-sur-Ouche et Arnay-le-Duc, et enfin interdiction d’être en contact avec des personnes qu’il aurait eu à suivre dans le cadre de son ministère alors qu’elles étaient mineures[13]. »Cependant, selon La Croix, ces restrictions avaient déjà été prises dès septembre, deux mois avant la plainte de la victime présumée : « l’archevêque a infligé au prêtre, coopérateur à la paroisse Saint-Pierre depuis septembre 2024 après plusieurs années passées à l’étranger, plusieurs restrictions de son ministère : interdiction de tous liens avec les mineurs et de reprendre contact avec les fidèles de ses précédentes paroisses[8]. »